# Landespolizeipräsidium (Hessen)
Das Landespolizeipräsidium (LPP) nimmt als Abteilung des Hessischen Ministeriums des Innern, für Sicherheit und Heimatschutz seit 1. Januar 2001 die Aufgaben der obersten Polizeibehörde wahr.

## Geschichte und Organisation

Organigramm der Hessischen Polizei

Bis 2001 wurde das LPP als Abteilung III im Ministerium geführt. Die Herauslösung stellt das LPP als Kopfbehörde des Landespolizeiapparats für die sieben Flächenpräsidien (Frankfurt am Main, Mittelhessen, Nordhessen, Osthessen, Südhessen, Südosthessen, Westhessen), das Hessische Polizeipräsidium Einsatz, das Hessische Landeskriminalamt und das Hessische Polizeipräsidium für Technik dar.
Diese Entwicklung ermöglicht eine klare strategisch-konzeptionelle Ausrichtung zur Verbesserung der öffentlichen Sicherheit für die Bürger des Bundeslandes Hessen. Das Landespolizeipräsidium nimmt folgende Aufgaben wahr:
- Grundsatzangelegenheiten der Polizei
- Dienst- und Fachaufsicht über die nachgeordneten Polizeidienststellen
- Organisation der Polizei
- Polizeihaushalt
- Personal und Recht der Polizei
- Lagezentrum der Hessischen Landesregierung

Das LPP war bis zum Herbst 2023 gegliedert in:
- LPP Abteilungsstab
- Referat LPP 1 Einsatz mit Unterreferaten LPP 11 Sicherheit und Ordnung, LPP 12  Kriminalitätskontrolle, LPP 13 Verkehr, LPP 14 Lagezentrum der Hessischen Landesregierung in der Gliederung LPP 141 Lagezentrum, LPP 142 Mobiles Einsatzkommando – Personenschutz und LPP 143 Kradstaffel, sowie LPP 15 Grundsatz, Organisation, EU- und internationale Polizeiangelegenheiten,
- Referat LPP 2 Recht mit Unterreferaten LPP 21 (Verkehrsrecht, Haftung), LPP 22 (Strafrecht, Kostenrecht, Justiziariat, Elektronisches Gesetzgebungsverfahren),  LPP 23 Gefahrenabwehrrecht und  LPP 24 Datenschutzrecht,
- Referat LPP 3 Personal mit Unterreferaten LPP 31 (Personalentwicklung, Personalsachbearbeitung, Stellenbewirtschaftung, Eignungsauswahlverfahren für den höheren Dienst), LPP 32 (Personal- und Stellenangebote der nachgeordneten  Personalbewirtschafter, SAP-Berichtswesen, Qualitätsmanagement), LPP 33 Personalrechts- und Disziplinarangelegenheiten, LPP 34 (Fürsorge, Gesundheitsmanagement, Personal- und Organisationsentwicklung) und LPP 35 (Bildungsmanagement, Nachwuchsgewinnung),
- Referat LPP 4 Prävention mit Unterreferaten LPP 41 Kriminal- und Verkehrsprävention, sowie LPP 42 (Demokratiestärkung, Extremismusprävention, Hessisches Informations- und Kompetenzzentrum gegen Extremismus – HKE),
- Referat LPP 5 Technik mit Unterreferaten LPP 51 Landeskoordinierungsstelle Digitalfunk, LPP 52 Allgemeine Technik, LPP 53 Kommunikationstechnik, LPP 54 Bau und Liegenschaften,
- Referat LPP 6 Rückführung mit Unterreferaten LPP 61 (Grundsatz, Gremienbefassung, Dublin-Verfahren, Abschiebungshaft), LPP 62 Sicherheitsrelevante Einzelfälle, LPP 63 Freiwillige Rückkehr und LPP 64 (Abschiebungen, Lagebild, Statistiken, Passbeschaffung und Ersatzpapiere, Zentrale Unterbringungseinrichtung),
- Referat LPP 7 Informationsstrategie und -technik der Polizei mit Unterreferaten  LPP 71 Grundsatz und Strategie, LPP 7 Strategisches IT-Controlling der Polizei, LPP 73 Programme und Vorhaben, wie LPP 74 (IT – Architektur, IT – Infrastruktur, IT – Fachverfahren).

Das LPP verwaltet ein jährliches Finanzvolumen von über zwei Milliarden Euro (2023: 2.098.667 €, 2024: 2.162.248 €).

## Landespolizeipräsidenten
- Udo Scheu (2001–2003)[3]
- Norbert Nedela (2003–2010)[4]
- Udo Münch (2010–2020[5])
- Roland Ullmann (2020[6] –2022[7])
- Robert Schäfer (2022[8] -2025[9])
- Felix Paschek (seit 2025)[10]